# Infinito particular
Infinito particular è un album della cantante brasiliana Marisa Monte, pubblicato nel 2006.

## Il disco
Infinito particular fu pubblicato nel 2006 in contemporanea con un altro disco di canzoni inedite di Marisa Monte, Universo ao meu redor.
Dopo il successo dell'esperienza Tribalistas, il progetto musicale realizzato con i parceiros Arnaldo Antunes e Carlinhos Brown, Marisa Monte, anche grazie alla nascita del suo primo figlio, è rimasta lontana dalle scene per circa 4 anni. Ha approfittato di questo periodo per ripescare alcune sue vecchie idee musicali, composizioni o accenni rimasti incompiuti, materiale scartato ancora allo stato embrionale. La cantante cominciò a digitalizzare tutta la sua collezione di cassette e nastri sulle quali, in quindici anni di carriera, aveva inciso le prove e gli abbozzi di composizione.
Nello stesso periodo, attraverso incontri e interviste con alcuni grandi nomi della musica tradizionale e del samba, come Monarco, Dona Yvonne Lara e Paulinho da Viola, ha potuto approfondire la sua conoscenza del samba, genere che non è mai stato propriamente il suo, ma che conosce perfettamente come parte della sua formazione personale (è figlia del direttore della scuola di samba di Portela a Rio e non manca mai di partecipare alla grande sfilata del carnevale carioca)
Frutto di questa duplice attività sono stati due dischi, diversi anche nella grafica di copertina, nello stile ritmico, ma simili nell'atmosfera e nella scelta degli strumenti, nelle scelte musicali e nei testi, in sostanza complementari.
Universo ao meu redor è il disco dedicato al samba, con un repertorio di brani recuperati dalla tradizione orale di Rio de Janeiro e altri moderni. Un disco samba atipico che, come dice la stessa cantante, «non è samba, ma di atmosfera samba».
In Infinito particular, la cantante di Rio de Janeiro continua la sua esplorazione nel pop d'autore, una sorta di seguito della fortunata esperienza dei Tribalistas. Le canzoni, scritte in gran parte con la complicità degli amici di sempre Arnaldo Antunes e Carlinhos Brown, ma anche con nuovi collaborati, sono lo sviluppo degli abbozzi recuperati da Marisa. In alcuni pezzi vi è la mano di alcuni dei musicisti del gruppo di accompagnamento della cantante (il chitarrista Pedro Baby e il tastierista Dadi). Levante è scritta dal trio Tribalistas con il sambista e attore Seu Jorge. È presente, come in Universo ao meu redor, anche una canzone composta con l'amica cantautrice Adriana Calcanhotto (Pelo tempo que durar).
Con Universo ao meu redor, l'album condivide in gran parte le atmosfere rarefatte e minimali, ottenute grazie all'utilizzo di strumenti quali il violino, il violoncello, il flicorno, il fagotto, il cavaquinho, una chitarrina simile all'ukulele, e tutto il repertorio delle percussioni brasiliane.
Alcuni brani sono stati realizzati con l'aiuto di noti arrangiatori come Philip Glass, Eumir Deodato e João Donato (che suona anche in modo inconfondibile il piano elettrico Fender Rhodes in alcune canzoni).
Per Universo ao meu redor Marisa Monte ha scelto come co-produttore Mario Caldato, noto per il suo lavoro con i Beastie Boys e con Beck. Per Infinito particular, invece, la cantante ha scelto Alê Siqueira, già presente nel disco Tribalistas e produttore per Bebel Gilberto, Daniela Mercury e altri artisti brasiliani.
Con il gruppo di musicisti con cui ha inciso Infinito particular e Universo ao meu redor, Marisa Monte ha intrapreso tra il 2006 e il 2007 un lunghissimo tour mondiale intitolato, proprio per sottolineare la complementarità dei due dischi, Universo particular.

## Tracce
1. Infinito particular - (Arnaldo Antunes/Marisa Monte/Carlinhos Brown) - 4:09
2. Vilarejo - (Marisa Monte/Pedro Baby/Carlinhos Brown/Arnaldo Antunes) - 3:27
3. Pra ser sincero - (Carlinhos Brown/Marisa Monte) - 2:54
4. Levante - (Arnaldo Antunes/Carlinhos Brown/Marisa Monte/Seu Jorge) - 2:30
5. Aquela - (Marisa Monte/Leonardo Reis) - 2:49
6. A primeira pedra - (Carlinhos Brown/Marisa Monte/Arnaldo Antunes) - 2:53
7. O rio - (Seu Jorge/Carlinhos Brown/Arnaldo Antunes/Marisa Monte) - 2:38
8. Gerânio - (Nando Reis/Marisa Monte/Jennifer Gomes) - 2:49
9. Quem Foi - (Marisa Monte/Marcelo Yuka) - 2:38
10. Pernambucobucolismo - (Marisa Monte/Rodrigo Campelo) - 2:53
11. Aconteceu - (Marisa Monte/Arnaldo Antunes) - 3:05
12. Até parece - (Marisa Monte/Dadi/Arnaldo Antunes/Carlinhos Brown) - 2:22
13. Pelo tempo que durar - (Adriana Calcanhotto/Marisa Monte) - 3:27

## Formazione
- Marisa Monte - voce, chitarra classica, ukulele, xilofono, cajón, escaleta (melodica), lixa, kalimba, arpa, glockenspiel, basso, vocoder
- Pedro Baby - chitarra classica, chitarra elettrica, basso, dobro
- Dadi - chitarra, chitarra elettrica, piano elettrico, pianoforte, tastiere, basso, fisarmonica, arpa
- Peu Meurray - xequerê, tabla, moringa, surdo, steelpan, afuxé, caixa, piatti, percussioni, batteria
- Rick Ferreira - steel guitar
- Pedro Bernardes - escaleta (melodica), pianoforte, tastiere
- Edu Morelenbaum - pianoforte
- Nicolas Krassik - violino
- Jaques Morelenbaum - violoncello
- Jesse Sadoc - flicorno
- Juliano Barbosa - fagotto, tromba
- Liminha - basso, chitarra elettrica, e-bow
- Pupilo - batteria
- Leonardo Reis - bongos, percussioni
- Marcelo Costa - pandeiro, spazzole
- Tamie Kitahara, Kitty Pereira - koto (#13)
- Philip Glass - arrangiamento (#1, #8)
- Eumir Deodato - arrangiamento (#2, #6, #12)
- João Donato - piano elettrico, arrangiamento (#9, #11)